# Shuping Wang
Shuping ”Sunshine” Wang (kinesiska: 王淑平, pinyin: Wáng Shūpíng), född Zou Shuping 20 oktober 1959 i Fugou, Henan, död 21 september 2019 i Salt Lake City, Utah, var en kinesisk-amerikansk läkare och medicinsk forskare specialiserad på infektionssjukdomar. Hon är känd som visselblåsare för att hon larmade om omfattande spridning av hepatit C och HIV kopplat till donationer av blodplasma i Henan-provinsen på 1990-talet. Hennes historia har dramatiserats i pjäsen The King of Hell's Palace av Frances Ya-Chu Cowhig från 2019.

## Biografi

### Uppväxt och utbildning
Wang föddes som Zou Shuping (邹淑平) i Fugou härad i Henan. Hennes mor var byläkare och hennes far var matematiklärare. Fadern hade tidigare tjänstgjort i Nationella revolutionära armén under Republiken Kina, något som skulle komma att ställa till problem för familjen senare när kulturrevolutionen bröt ut 1967. Föräldrarna förödmjukades offentligt och den åtta år gamla Zou Shuping bannlystes från skolan. Hon adopterades senare av en släkting och fick överta hans efternamn Wang.
Wang Shuping studerade medicin vid Henanuniversitetet, med specialisering på infektionssjukdomar. Hon tog examen 1983. Efter det forskade hon och bedrev klinisk verksamhet om hepatit. Hon deltog 1988 i en kurs i fältepidemiologi som arrangerades av USA:s Centers for Disease Control and Prevention och en grupp kinesiska läkare.

### Arbete mot hepatit och HIV i Kina
1991 fick Shuping Wang anställning på en vinstdrivande mottagning för donation av blodplasma i Zhoukou, Henan. Provinsregeringen i Henan hade uppmuntrat etablerandet av donationsmottagningar för plasma. Kontrollen var svag; donatorer kunde gå från mottagning till mottagning och det finns rapporter om att man till och med kunde donera två gånger per dag om man planerade väl. Eftersom enbart blodplasma togs tillvara så återfördes övriga blodkomponenter till donatorerna efter separation. Bristande hygienrutiner medförde en risk för att blod från flera donatorer kunde blandas i den processen och dessutom screenades inte donatorerna varken för hepatit C eller HIV. Wang insåg att risken för spridning av dessa sjukdomar var hög. Hon testade prover från 64 donatorer för hepatit C och fann att 34 % var positiva. Wang lade fram sitt fynd för mottagningens ledning, som ansåg att det skulle vara för dyrt att införa screening. Hon gick därför vidare till hälsoministeriet och hennes resultat bidrog till att en ny standard infördes 1993 med krav på screening för hepatit C.
Wang insåg att HIV skulle kunna spridas på samma sätt som hepatit C och orsaka en allvarlig AIDS-epidemi. Hon lyckades därför få tillåtelse att starta en testklinik för HIV, men hon fick inga resurser så för att kunna testa patienter betalade hon för testutrustning ur egen ficka. Hon testade 409 donatorer från tre mottagningar och fann att 13 % var HIV-positiva. När de lokala myndigheterna inte vidtog några åtgärder begav hon sig åter till Peking för att få hjälp. De lokala politikerna ska då ha blivit kraftigt upprörda och även ha sett till att hennes klinik blev sönderslagen. 1996 vidtog centralregeringen åtgärder och stängde mottagningarna för plasmadonation. Vid det laget hade dock tiotusentals fattiga bönder i Henan-provinsen smittats av HIV. Wang flyttade till Peking 1997, men fortsatte att resa till Henan för att samla data och dokumentera omfattningen av epidemin, dokument som hon överlämnade till journalister och till tjänstemän vid amerikanska ambassaden. Hennes främsta kontakt vid amerikanska ambassaden var tjänstemannen David Cohwig som vidarefordrade informationen. Cohwig har beskrivit hur det fångade uppmärksamheten från Clintonadministrationen och hjälpte amerikanska myndigheter att engagera sig i problemet. Wang samarbetade också med gynekologen Gao Yaojie, som blev ansiktet utåt för kampanjen mot HIV och AIDS i Kina, men det var Wang som samlade in mycket av bevisningen lokalt.

### Forskarkarriär i USA
Wang fortsatte att utsättas för påtryckningar och till slut blev det omöjligt för henne att verka i Kina. Hon flyttade då till USA, först till Milwaukee där hon arbetade vid Medical College of Wisconsin och därefter till Salt Lake City där hon var verksam vid University of Utah från 2005 fram till sin död 2019. Under tiden vid University of Utah hann hon arbeta inom flera skilda medicinska fält. Hon började inom virologi och arbetade senare inom dermatologi, nefrologi, neuromedicin och vid sin död forskade hon inom radiologisk precisionsterapi.

### Privatliv
Wang var gift i Kina och fick en dotter, men äktenskapet överlevde inte de trakasserier som Wang utsattes för. När Wang flyttade till USA tog hon namnet Sunshine. Hon gifte om sig med en amerikansk man och de två adopterade Wangs två brorsbarn. Wang avled av en hjärtinfarkt under en vandring tillsammans med sin make och vänner.

## PjäsenThe King of Hell’s Palace

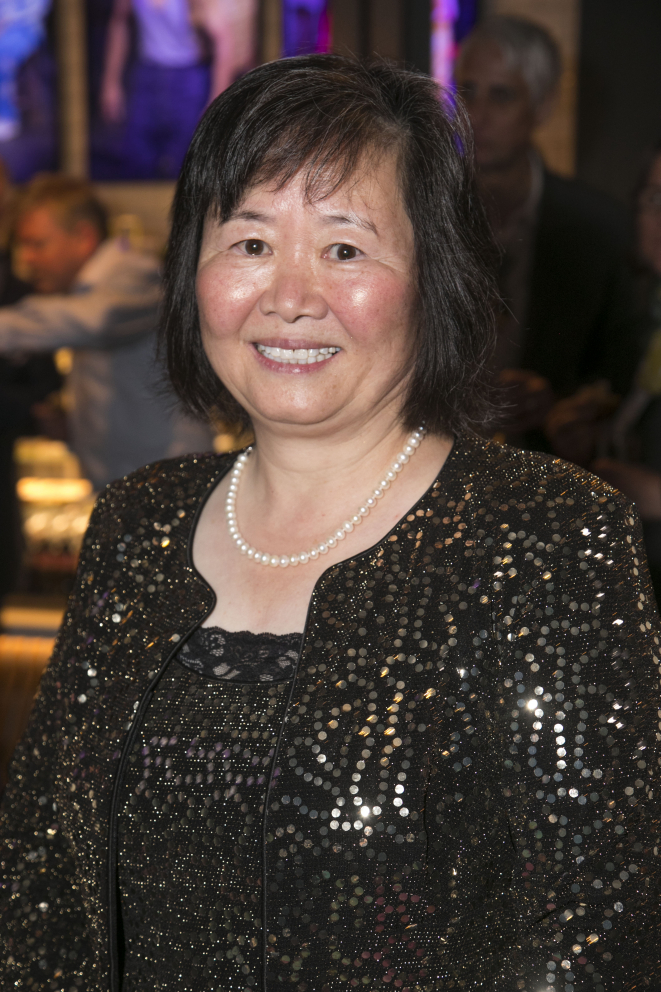
Shuping Wang i samband med premiären av The King of Hell's Palace i London i September 2019.

Shuping Wangs historia dramatiserades 2019 i pjäsen The King of Hell's Palace skriven av Frances Ya-Chu Cowhig, dotter till den tidigare ambassadtjänstemannen David Cohwig som var Wangs kontakt på amerikanska ambassaden i Peking. Originaluppsättningen vid Hampstead Theatre i London i regi av Michael Boyd hade premiär i september 2019, bara veckor innan Wangs död. Wang var på plats på premiärkvällen och fick motta publikens ovationer efter föreställningen.